# كريس ميرفي
كريس ميرفي (بالإنجليزية: Chris Murphy )‏ (و. 1973  م) هو سياسي، ومحامي أمريكي، ولد في وايت بلينس، نيويورك، هو عضوٌ في الحزب الديمقراطي الأمريكي.
هو (من مواليد 3 أغسطس 1973) سياسي أمريكي ومؤلف  شغل منصب عضو مجلس الشيوخ الأمريكي الأصغر من ولاية كونيتيكت منذ عام 2013. كعضو في الحزب الديمقراطي ، خدم سابقًا في مجلس النواب الأمريكي ، ممثلاً منطقة الكونجرس الخامسة في ولاية كونيتيكت من 2007 إلى 2013. قبل انتخابه لعضوية الكونغرس ، كان مورفي عضوًا في مجلسي الجمعية العامة لولاية كونيتيكت ، حيث خدم لفترتين في كل من مجلس نواب كونيتيكت (1999-2003) ومجلس شيوخ كونيتيكت (2003- 2007)
ترشح مورفي لمجلس الشيوخ الأمريكي في عام 2012 بعد أن أعلن جو ليبرمان شاغل المنصب منذ فترة طويلة في يناير 2011 أنه سيتقاعد من السياسة بدلاً من السعي لولاية خامسة في المنصب. هزم وزيرة خارجية ولاية كونيتيكت السابقة سوزان بيسيفيتش في الانتخابات التمهيدية الديمقراطية ، ثم هزم المرشح الجمهوري ليندا مكماهون للمقعد المفتوح في الانتخابات العامة.
مورفي الذي كان يبلغ من العمر 39 عامًا في ذلك الوقت أعتبر أصغر عضو في مجلس الشيوخ في الكونغرس الـ 113

## مناصب
تولى منصب عضو مجلس الشيوخ الأمريكي (3 يناير 2017–3 يناير 2019)، وعضو مجلس الشيوخ الأمريكي (3 يناير 2015–3 يناير 2017)، وعضو مجلس الشيوخ الأمريكي (3 يناير 2013–3 يناير 2015)، وعضو مجلس الشيوخ الأمريكي (منذ 3 يناير 2013)، وعضو مجلس النواب الأمريكي (5 يناير 2011–3 يناير 2013)، وعضو مجلس النواب الأمريكي (6 يناير 2009–3 يناير 2011)، وعضو مجلس النواب الأمريكي (4 يناير 2007–3 يناير 2009)، وعضو مجلس ولاية كونيتيكت (2003–2006)، وعضو مجلس نواب كونيتيكت (1999–2003)، وعضو ‏ (1997–1999)، وعضو مجلس النواب الأمريكي.

## حياته و تعليمه

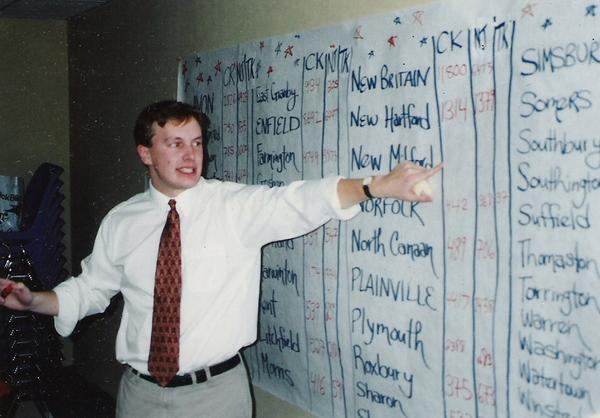
كريس مورفي ليلة الانتخابات عام 1996.

تعلم في University of Connecticut School of Law ‏، وتحصل منها على دكتوراه في القانون (حتى 2002)، وكلية ويليامز، وتحصل منها على بكالوريوس في الفنون (حتى 1996)، وكلية إكستر (1994–1995).
ولد مورفي في 3 أغسطس 1973 ، في وايت بلينز ، نيويورك .
ابوه من أصل أيرلندي وبولندي. و هو محامي شركة ؛ عمل كشريك إداري لشركة شيبمان وجودوين للمحاماة في هارتفورد ، ووالدته مدرسة متقاعدة للغة الإنجليزية في ابتدائية في ويثرسفيلد ، كونيتيكت.
ميرفي لديه شقيقان أصغر منه هما : سوزانا ، و بن.
مورفي خريج مدرسة ويذرسفيلد الثانوية. حصل على شهادة البكالوريوس ، كلية ويليامز ، ودرجة الدكتوراه من كلية الحقوق بجامعة كونيتيكت. كطالب تبادل جامعي ، درس مورفي أيضًا في جامعة أكسفورد ، حيث كان عضوًا في كلية إكستر. في 19 مايو 2013 ، حصل مورفي على درجة الدكتوراه الفخرية في الآداب الإنسانية من جامعة نيو هافن.
في عام 1996 ، كان مورفي مدير حملة شارلوت كوسكوف الفاشلة لمجلس النواب ضد نانسي جونسون.
بعد عقد من الزمان ، أطاح مورفي نفسه بجونسون.
من 1997 إلى 1998 ، عمل مورفي مع زعيم الأغلبية في مجلس الشيوخ في ولاية كونيتيكت جورج جيبسن.
تم انتخاب مورفي لأول مرة في عام 1997 ، عندما فاز بمقعد في لجنة التخطيط والتقسيم في ساوثينجتون 

## وصلات خارجية
- كريس ميرفي على موقع IMDb (الإنجليزية)
- كريس ميرفي على موقع ميتاكريتيك (الإنجليزية)
- كريس ميرفي على موقع الموسوعة البريطانية (الإنجليزية)
- كريس ميرفي على موقع روتن توميتوز (الإنجليزية)
- كريس ميرفي على موقع إن إن دي بي (الإنجليزية)
- كريس ميرفي على موقع قاعدة بيانات الفيلم (الإنجليزية)
- كريس ميرفي في قاعدة بيانات الأفلام على الإنترنت